# Залма (Міссурі)
Залма (англ. Zalma) — селище (англ. village) в США, в окрузі Боллінджер штату Міссурі. Населення — 73 особи (2020).

## Географія
Залма розташована за координатами 37°8′36″ пн. ш. 90°4′45″ зх. д. / 37.14333° пн. ш. 90.07917° зх. д. (37.143267, -90.079277).  За даними Бюро перепису населення США в 2010 році селище мало площу 0,48 км², з яких 0,46 км² — суходіл та 0,02 км² — водойми. В 2017 році площа становила 0,54 км², з яких 0,53 км² — суходіл та 0,00 км² — водойми.

## Демографія
Згідно з переписом 2010 року, у селищі мешкали 122 особи в 54 домогосподарствах у складі 32 родин. Густота населення становила 254 особи/км².  Було 70 помешкань (146/км²).
Расовий склад населення:
| - 100,0 % — білих |

До двох чи більше рас належало 0,0 %. Частка іспаномовних становила 0,8 % від усіх жителів.
За віковим діапазоном населення розподілялося таким чином: 21,3 % — особи молодші 18 років, 63,9 % — особи у віці 18—64 років, 14,8 % — особи у віці 65 років та старші. Медіана віку мешканця становила 48,3 року. На 100 осіб жіночої статі у селищі припадало 110,3 чоловіків;  на 100 жінок у віці від 18 років та старших — 95,9 чоловіків також старших 18 років.
За межею бідності перебувало 29,5 % осіб, у тому числі 37,8 % дітей у віці до 18 років та 0,0 % осіб у віці 65 років та старших.
Цивільне працевлаштоване населення становило 48 осіб. Основні галузі зайнятості: виробництво — 33,3 %, будівництво — 16,7 %, роздрібна торгівля — 10,4 %, освіта, охорона здоров'я та соціальна допомога — 10,4 %.